# Хелена Кантакузин
Хелена Кантакузин (грч. Ελενη Καντακουζηνη; † 1463) била је последња царица Трапезунта, супруга (вероватно друга) последњег трапезунтског цара Давида Великог Комнина. 

## Биографија
Хелена Кантакузина је сестра Георгија Палеолога Кантакузина, који је командовао одбраном Смедеревске тврђаве 1456. године, и праунука цара Матије Асена Кантакузина, односно потомка бугарске царске породице Асен њен предак је цара Јована III Асен. Међутим, постоји нејасноћа у вези са њеним оцем - према неким изворима, он је деспот Димитрије I Кантакузин, према другим, то је његов син Теодор Кантакузин.
Главни извор који садржи информације о Елени Кантакузини и њеном пореклу је Теодор Спандунис „О пореклу османских царева“ из 1538. године. Теодор Спандунис је члан породице Кантакузин – син је Матеја Спандуниса и Евдокије Кантакузин, ћерке Теодора Кантакузина из брака са Еуфрозином. Теодор Кантакузин је био син Ђорђа Палеолога Кантакузина и унук деспота Димитрија I Кантакузина, који су били деда и прадеда Теодора Спандуниса. Спандунис помиње да је последња трапезунтска царица Хелена била сестра његовог деде Ђорђа Палеолога Кантакузина. То је у супротности са информацијама из тзв. Масарелијевог рукописа ("Цариградском цару"), који се чува у Ватиканској библиотеци. У овом рукопису се заиста помиње да се сестра Георгија Палеолога Кантакузина удала за цара Трапезунта. Али према аутору рукописа, ова жена је била Теодора Кантакузин и била је жена, не цара Давида II Великог Комнина, већ његовог оца цара Алексија IV Великог Комнина односно мајка цар Давида. Међутим, Спандунис је упоран да је последња царица Трапезунта била Елена Кантакузин и тешко је утврдити који је податак тачан. 
15. августа 1461. године, султан Мехмед II је освојио Трапезунт. По његовом наређењу последњи цар Давид II са породицом одведен је у Једрене. Уз реку Струму добијају хас, који би требало да им обезбеди годишњи приход од 300 хиљада сребрњака. Године 1463. Давид и његови синови су погубљени након што су ухваћени у завери против султана Мехмеда II. Према Спандунису, Елена је надживела свог мужа и синове. Морала је да бира да ли да плати казну од 15 хиљада дуката или да буде погубљена. Елена плаћа казну, али је остала потпуно без новца. Према гласинама, тела њеног мужа и синова била су изложена изван зидина Цариграда, а Елена се настанила да живи у колиби од сламе у близини места где су остављена тела чланова њене породице. Она почиње тајно да копа гробове у које ће сахранити њихова тела. Према Спандунису, бивша царица је голим рукама копала земљу. Најзад је успела да тајно сахрани мужа и децу и дан касније је умрла.
Међутим, у Масарелијевом рукопису се ништа не помиње о царици Хелени Кантакузини. Због тога многи научници сумњају да је икада постојала. Они верују да се прича коју Спандунис прича односи на царицу Марију Гавра, помиње се као супруга цара Давида Великог Комнина у Масарелијевом рукопису.
Цар Давид II је имао три сина и две кћери:
- Василија;
- Манојла Комнина:
- Ђорђе, посечени по наредби султана Мехмеда II;
- Ана, прво послата у харем султана Мехмеда II, касније удата за Мохамед Заган - пашу, беглербега Македоније, а други пут за Силван бега, сина Илван бега;
- друга ћерка, удата за Мамија II, принца Гурелија.

Због неизвесности око постојања царице Хелене Кантакузин, неки научници претпостављају да је мајка ове деце била царица Марија Готска.